# 3 أكتوبر
- السبت
- الأحد
- الاثنين
- الثلاثاء
- الأربعاء
- الخميس
- الجمعة

- 275 ربيع الآخر 1447  هـ
- 286 ربيع الآخر 1447  هـ
- 297 ربيع الآخر 1447  هـ
- 308 ربيع الآخر 1447  هـ
- 19 ربيع الآخر 1447  هـ
- 210 ربيع الآخر 1447  هـ
- 311 ربيع الآخر 1447  هـ
- 412 ربيع الآخر 1447  هـ
- 513 ربيع الآخر 1447  هـ
- 614 ربيع الآخر 1447  هـ
- 715 ربيع الآخر 1447  هـ
- 816 ربيع الآخر 1447  هـ
- 917 ربيع الآخر 1447  هـ
- 1018 ربيع الآخر 1447  هـ
- 1119 ربيع الآخر 1447  هـ
- 1220 ربيع الآخر 1447  هـ
- 1321 ربيع الآخر 1447  هـ
- 1422 ربيع الآخر 1447  هـ
- 1523 ربيع الآخر 1447  هـ
- 1624 ربيع الآخر 1447  هـ
- 1725 ربيع الآخر 1447  هـ
- 1826 ربيع الآخر 1447  هـ
- 1927 ربيع الآخر 1447  هـ
- 2028 ربيع الآخر 1447  هـ
- 2129 ربيع الآخر 1447  هـ
- 2230 ربيع الآخر 1447  هـ
- 231 جمادى الأولى 1447  هـ
- 242 جمادى الأولى 1447  هـ
- 253 جمادى الأولى 1447  هـ
- 264 جمادى الأولى 1447  هـ
- 275 جمادى الأولى 1447  هـ
- 286 جمادى الأولى 1447  هـ
- 297 جمادى الأولى 1447  هـ
- 308 جمادى الأولى 1447  هـ
- 319 جمادى الأولى 1447  هـ

3 أكتوبر أو 3 تشرين الأوَّل أو يوم 3 \ 10 (اليوم الثالث من الشهر العاشر) هو اليوم السادس والسبعين بعد المئتين (276) من السنوات البسيطة، أو السابع والسبعين بعد المئتين (277) في السنوات الكبيسة، وفقًا للتقويم الميلادي الغربي (الغريغوري). يبقى بعده 89 يومًا على انتهاء السنة.

## أحداث
- 1683 - قوات مملكة تشينغ البحرية تصل إلى تايوان للحصول على الاستسلام الرسمي من زينغ كيشوانغ ملك مملكة تونغنينغ بعد «معركة بينغهو».
- 1778 - المستكشف البريطاني جيمس كوك يصل إلى منطقة ألاسكا في أقصى قارة أمريكا الشمالية.
- 1866 - التوقيع على «معاهدة فيينا» التي أنهت الحرب بين النمسا وإيطاليا.
- 1904 - توقيع معاهدة بين فرنسا وإسبانيا من أجل الحفاظ على استقلال المغرب.
- 1906 - اعتماد إشارة (SOS) رمزًا عالميًا عند طلب الاستغاثة، إلا أنها لم تطبق إلا سنة 1908.
- 1918 - الأمير فيصل يدخل دمشق على رأس القوات العربية والإنجليزية ويعلن قيام المملكة العربية السورية في سوريا الكبرى بأقطارها الأربعة المقسمة بين الإنجليز والفرنسيين.
- 1924 - الإنجليز يجبرون الشريف حسين بن علي على التنازل عن عرش المملكة الحجازية الهاشمية لابنه الشريف علي وينفونه إلى قبرص.
- 1929 - مملكة صربيا وكرواتيا وسلوفينيا يتحدون تحت اسم يوغوسلافيا.
- 1932 - استقلال العراق عن بريطانيا، وانضمامها لعصبة الأمم كدولة مستقلة.
- 1935 - إيطاليا تهجم على إثيوبيا بأمر من بينيتو موسوليني.
- 1941 - أدولف هتلر يعلن هزيمة الاتحاد السوفيتي في الحرب العالمية الثانية.
- 1942 - ظهور أول صاروخ باليستي ألماني وذلك عندما أطلقته على إنجلترا أثناء الحرب العالمية الثانية.
- 1948 - اكتشاف اليورانيوم في الكونغو برازافيل.
- 1951 - آخر البريطانيين العاملين في قطاع النفط في إيران يغادر عبادان.
- 1952 - تفجير أول قنبلة ذرية بريطانية تجاه ساحل أستراليا.
- 1958 - الجنرال شارل ديغول يعلن من قسنطينة خطة إصلاحات اقتصادية واجتماعية في الجزائر.
- 1965 - فيدل كاسترو يعلن أن تشي جيفارا تخلى عن جنسيته الكوبية ورحل ليقاتل القوى الإمبريالية خارج كوبا.
- 1971 - مركبة الفضاء السوفيتية لونا 19 غير المأهولة تتخذ مدارًا حول القمر.
- 1977 - اعتقال رئيسة وزراء الهند أنديرا غاندي بتهمة الفساد المالي.
- 1990 -
  - ألمانيا الشرقية وألمانيا الغربية تتحدان من جديد تحت اسم جمهورية ألمانيا الفيدرالية وذلك بعد أن انفصلتا عام 1945 بعد نهاية الحرب العالمية الثانية.
  - توقيع اتفاقية سوفييتية أمريكية لتقليص الأسلحة والمعدات العسكرية في أوروبا على أن تستثنى الأسلحة البيولوجية والكيمائية والنووية.
- 1993 - القوات الأمريكية تدخل إلى مقديشو عاصمة الصومال ومقتل أكثر من 7000 شخص.
- 2000 -
  - الولايات المتحدة ترفض جهود أمين عام الأمم المتحدة كوفي أنان لإنشاء قوة دولية دائمة للمنظمة.
  - الموسيقار ياني يطلق ألبومه الثالث عشر بعنوان «If I Could Tell You» والذي يحتوي على 11 مقطوعة.
- 2001 - محكمة الجنايات البلجيكية تؤجل النظر في القضية الجنائية المرفوعة ضد رئيس وزراء إسرائيل أرئيل شارون بتهمة ارتكاب جرائم إبادة جماعية وجرائم حرب وجرائم ضد الإنسانية في مخيمي صبرا وشاتيلا بلبنان في 16 سبتمبر من عام 1982.
- 2003 - كوريا الشمالية تعلن أنها تجاوزت كل العقبات لإنتاج قنبلة نووية.
- 2007 - كوريا الشمالية توافق على تفكيك مفاعلها النووي الرئيسي في يونجيون تحت إشراف الولايات المتحدة إلى جانب الكشف عن جميع أنشطتها النووية بحلول نهاية العام.
- 2009 - الأيرلنديون يصوتون في استفتاء بغالبية 67.13% لمصلحة معاهدة لشبونة الأوروبية وذلك حسب النتائج النهائية التي أعلنتها اللجنة الانتخابية.
- 2012 - انفجار ثلاث سيارات مفخخة يقودها إنتحاريّون في ساحة سعد الله الجابري في حلب، سوريا، مما أسفر عن مقتل 40 شخصًا.
- 2013 - الجيش اليمني يستعيد مقر قيادة المنطقة العسكرية الثانية بعد إقتحامه والسيطرة عليه من قبل مسلحين تابعين لتنظيم القاعدة لمدة ثلاثة أيام.
- 2016 - الإعلان عن فوز الياباني يوشينوري أوسومي بجائزة نوبل في الطب لعام 2016 لأعماله حول الالتهام الذاتي.
- 2017 - فوز كل من كيب ثورن وراينر فايس وباري باريش بجائزة نوبل في الفيزياء لسنة 2017 لأبحاثهم في مجال الموجات الثقالية.
- 2018 - فوز غريغوري وينتر وجورج سميث وفرانسيس أرنولد بجائزة نوبل في الكيمياء لسنة 2018 وذلك لأبحاثهم في مجال البروتينات.
- 2021 - الاتحاد الدولي للصحفيين الاستقصائيين ينشر وثائق باندورا.
- 2022 - فوز العالم السويدي سفانتي بابو بجائزة نوبل في الطب لعام 2022.
- 2024 - فيضانات شديدة تضرب البوسنة والهرسك، ما أدى إلى مصرع ما لا يقل عن 26 شخصًا وفقد قرابة 40 آخرين.

## مواليد
- 1445 - جلال الدين السيوطي، مؤرخ مسلم.
- 1797 - ليوبولدو الثاني، دوق توسكانا.
- 1803 - جون غوري، طبيب ومخترع أمريكي من أصل اسكتلندي.
- 1804 - ألان كارديك، كاتب فرنسي.
- 1844 - باتريك مانسون، طبيب اسكتلندي.
- 1867 - بيير بونرد، رسام فرنسي.
- 1869 - ألفريد فلاتوف، لاعب جمباز ألماني.
- 1886 - آلان-فورنييه، كاتب فرنسي.
- 1889 - كارل فون أوسيتزكي، صحفي وناشط سلام ألماني حاصل على جائزة نوبل للسلام عام 1935.
- 1894 - فالتر فارليمونت، عسكري ألماني.
- 1897 - لويس أراغون، شاعر فرنسي.
- 1904 - تشارلز بيدرسن، عالم كيمياء أمريكي حاصل على جائزة نوبل في الكيمياء عام 1987.
- 1919 - جيمس بوكنان جونيور، اقتصادي أمريكي حاصل على جائزة نوبل في العلوم الاقتصادية عام 1986.
- 1925 - غور فيدال، كاتب أمريكي.
- 1928 - آلفين توفلر، كاتب ومفكر أمريكي.
- 1935 - تشارلز دوك، رائد فضاء أمريكي.
- 1936 - عمرو موسى، سياسي مصري.
- 1951 - هانز بونغارتز، لاعب ومدرب كرة قدم ألماني.
- 1954 - ستيفي راي فوغن، عازف جيتار ومغني أمريكية.
- 1964 - كلايف أوين، ممثل إنجليزي.
- 1968 - إيمان الغوري، ممثلة سورية.
- 1969 - غوين ستيفاني، مغنية أمريكية.
- 1973 -
  - ريتشارد إيان كوكس، ممثل كندي.
  - نيف كامبل، ممثلة كندية.
  - لينا هيدي، ممثلة إنجليزية.
- 1974 - ماريان تيمر، متزلجة هولندية.
- 1975 - طالب كويلي، مغني راب أمريكي.
- 1976 - شون ويليام سكوت، ممثل أمريكي.
- 1977 - مفتاح غزالة، لاعب كرة قدم ليبي.
- 1978 -
  - كلاوديو بيتزارو، لاعب كرة قدم بيروفي.
  - جيرالد أسامواه، لاعب كرة قدم ألماني.
- 1979 - فرج لهيب، لاعب كرة قدم كويتي.
- 1981 -
  - زلاتان إبراهيموفيتش، لاعب كرة قدم سويدي.
  - أندرياس إيساكسون، حارس مرمى كرة قدم سويدي.
- 1983 - فريديريكو تشافيز غويديس، لاعب كرة قدم برازيلي.
- 1984 -
  - اشلي سيمبسون، مغنية أمريكية.
  - أنتوني لوتاليك، لاعب كرة قدم فرنسي.
- 1986 - جاكسون مارتينيز، لاعب كرة قدم كولومبي.
- 1987 - بهنام باني، مغني بوب إيراني.
- 1989 - بوندز نغالا، لاعب كرة قدم إنجليزي.
- 2004 - نواه شناب، ممثل أمريكي.

## وفيات
- 1226 - فرنسيس الأسيزي، قديس كاثوليكي.
- 1896 - ويليام موريس، شاعر وكاتب إنجليزي.
- 1929 - جوستاف شتريسمان، سياسي ألماني حاصل على جائزة نوبل للسلام عام 1926.
- 1931 - فيصل الدويش، شيخ قبيلة مطير وأحد قادة الإخوان.
- 1946 - مهدي الأصفهاني فقيه شيعي اثني عشري إيراني.
- 1964 - مصطفى السباعي، مؤسس حركة الإخوان المسلمين في سوريا.
- 1968 - محمد بن حسين العلي، فقيه وقاضي سعودي.
- 1987 - جان أنويه، كاتب فرنسي.
- 1999 - أكيو موريتا، رجل أعمال ياباني.
- 2005 - فرانشيسكو سكوليو، مدرب كرة قدم إيطالي.
- 2009 - فاطمة السنوسي، زوجة ملك المملكة الليبية محمد إدريس السنوسي.
- 2011 - زكرياء الزروالي، لاعب كرة قدم مغربي.
- 2014 - جان جاك مارسيل، لاعب كرة قدم فرنسي.
- 2017 - جلال طالباني، رئيس العراق السادس.
- 2020 - نزار السامرائي، ممثل عراقي.
- 2022 -
  - أسامة عبد العظيم، عالم أزهري مصري.
  - شوقي متى، ممثلٌ لبناني.

## أعياد ومناسبات
- ذكرى إعادة توحيد ألمانيا، وهو بذلك يوم الوحدة الألمانية.
- عيد استقلال العراق الوطني.
- ذكرى يوم البطل والجندي الهندوراسي.

## وصلات خارجية
- وكالة الأنباء القطريَّة: حدث في مثل هذا اليوم.
- أرشيف مصر: حدث في مثل هذا اليوم.
- BBC: حدث في مثل هذا اليوم.